# Ограниченная серия комиксов
В области комиксов ограниченная серия — серия комиксов с заранее определённым количеством выпусков. Ограниченная серия отличается от продолжающейся серии тем, что количество выпусков является конечным и определяется до производства, и она отличается от ваншота тем, что она состоит из нескольких выпусков. Этот термин часто используется взаимозаменяемо с мини-сериями и макси-сериями, обычно в зависимости от длины и количества выпусков. Определение ограниченной серии Dark Horse Comics: «Этот термин в первую очередь применяется к связанной серии отдельных комиксов. Ограниченная серия относится к серии комиксов с чётким началом, серединой и концом». Dark Horse Comics и DC Comics ссылаются на ограниченные серии от двух до одиннадцати выпусков как мини-серии и серии из двенадцати выпусков или более как макси-серии, но другие издатели чередуют термины.

## Характеристика
Ограниченная серия может «сильно различаться по длине, но часто состоит из трех-десяти выпусков. Обычно их можно отличить от продолжающихся серий тем, что на обложке и/или в указании может быта как текущий номер выпуска, так и общий номер выпуска». В ограниченной серии есть одна история, которую можно рассказать. Она следует стандартной сюжетной настройке начала, середины и конца. Как правило, все сюжетные моменты охватываются в конце серии. Были ограниченные серии, сделанные в формате антологии, но только некоторые из них были выпущены.
Ограниченные серии часто делаются одной творческой командой, но в тех случаях, когда происходят изменения, обычно именно сценарист остаётся постоянным на протяжении всей серии, в то время как художник (художники) может измениться. Количество номеров обычно определяется некоторой комбинацией сюжета и редакционного мандата писателя.

## История
В 1979 году, в процессе восстановления после имплозии DC, DC Comics экспериментировала с новым форматом в мини-серии World of Krypton, когда DC назвала такие короткие серии. Новый формат позволил компании рассказывать истории, которые, возможно, не вписывались в продолжающуюся серию, и демонстрировать персонажей в коротком рассказе без риска и обязательств продолжающейся ежемесячной. В 1980 году вышла серия из трёх выпусков The Untold Legend of the Batman Лена Уэйна, Джона Бирна и Джима Апаро. В 1981 году DC выпустила еще три ограниченные серии, в которых приняли участие еще одна серия Krypton, Легион Супергероев и Корпус Зелёных Фонарей.
С успехом формата мини-серии DC экспериментирует с более длинными историями и концепциями за пределами своей супергеройские вселенной. Camelot 3000 была первой ограниченной серией, которая состояла из 12 выпусков. DC придумала термин «maxiseries» в качестве рекламного описания.
Другим издателям не удалось начать использовать формат ограниченной серии. В 1982 году Marvel Comics опубликовала свою первую ограниченную серию, Marvel Super Hero Contest of Champions, за которой вскоре последовала мини-серия с участием Росомахи и Геркулеса, а затем The Vision and the Scarlet Witch. Сначала Marvel использовала формат ограниченных серий, чтобы показать популярных персонажей и поместить их в сольные приключения. Конкурс чемпионов породил идею крупного события, затрагивающего Вселенную Marvel; кроссоверы были представлены в ограниченной серийной форме ещё до того, как была задумана концепция кроссоверов с несколькими командами. Это было продолжено сагой Secret Wars из 12 выпусков в 1984 году и сагой DC Кризис на Бесконечных Землях в 1985-1986 годах.